# 前田晴美 (アナウンサー)
前田 晴美（まえだ はるみ、女性、1971年（昭和46年）10月5日 - ）は、日本のアナウンサーである。

## 概要
- 大学入学まで父親の仕事の都合で英国に在住し現地校を卒業した帰国子女。バイリンガルで、英語の他に4ヶ国語を学習。女優、シンガーソングライターとしても活動。
- 大学卒業後、福井テレビにアナウンサーとして入社。フジテレビ系列アナウンサー同期は、伊藤利尋、森昭一郎、菊間千乃（2007年退社）、高木広子（2011年退社）。
- その後、東京MXテレビに在籍し、アナウンサーとしてテレビ出演していた。
- 一時は渡米してワシントンD.C.在住。日本帰国後本格的に仕事を再開。
- 2012年4月からの1年間は、BS-TBS「NEWS21 サタデースコープ」に出演し、リポーター・スタジオ生出演報告などを行う。

## 過去の担当番組

### 福井テレビ時代
- FNSの日 1億2500万人の超夢列島 そのうちなんとか23時間（出張女子アナ）
- 疾風怒涛!FNSの日スーパースペシャルXI真夏の27時間ぶっ通しカーニバル 〜REBORN〜（出張女子アナ）

### TOKYO MX時代
- 東京NEWS
- モーニングTOKYO（白沢みきのリリーフ）
- 電リク! BEAT BOX!
- TOKYO MX NEWS
- 世界は今 JETROグローバル・アイ（キャスター　2002.7～2003.9）
- TOKYOモーニングサプリ（月曜キャスター　2003.4～2003.9）